# Argosy

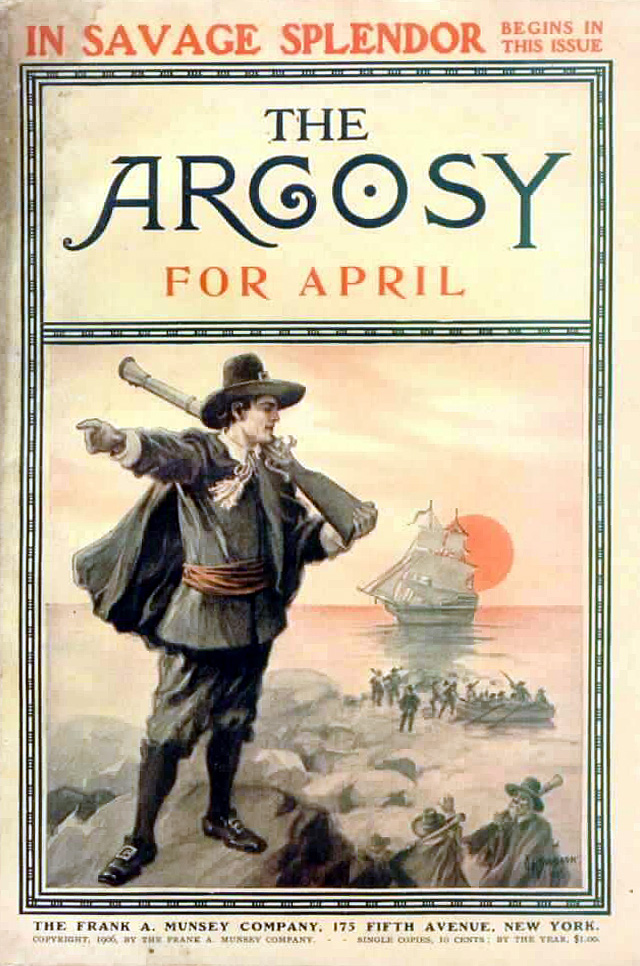
The Argosy, April 1906

Argosy var ett amerikanskt magasin publicerat av Frank Munsey. Magasinet betraktas allmänt som det första magasinet av kiosklitteratur-karaktär (engelska: pulp magazine).[källa behövs] Magasinet publicerades från 1882 till 2006, med vissa avbrott. Innehållet under dessa år har varit varierande, men bland annat har det varit western och science fiction.

## Argosy All-Story Weekly

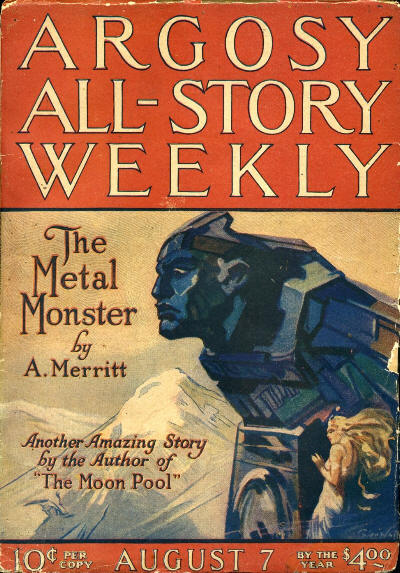
Argosy All-Story Weekly den 7 augusti 1920

1920 gick tidskriften All-Story Weekly ihop med The Argosy och den nya tidskriften fick namnet Argosy All-Story Weekly.